# Euploea blossomae
Euploea blossomae là một loài bướm giáp trong phân họ Danainae. Tên thông dụng của nó theo tác giả William Schaus, người mô tả nó đầu tiên. Nó là loài đặc hữu của Philippines.